# Громадянська війна в Колумбії (1854)
У 1854 році відбулася громадянська війна в Новій Гранаді . Ліберали та консерватори виступили проти державного перевороту, організованого генералом Мело 17 квітня 1854 року.

## Передісторія
Серед причин, які стали початком громадянської війни, була та, що ліберали почали перехід від протекціонізму до вільної торгівлі. Ці зміни викликали поділ лібералів на «Gólgotas», які захищали вільний обмін, та «Draconianos», переважно ремісники, які захищали протекціоністські порядки. Другою причиною було зіткнення інтересів між військовими, ремісниками та аристократами. Ці останні, на чолі з Мело, шукали впровадження громадянських та демократичних ідей, вони вступили в союз із ремісниками, які вимагали повернення протекціоністських тарифів .
У президентських виборах 1853 року Хосе Марія Обандо, «Draconianos», переміг Томаса Ерреру, кандидата від «Gólgotas». Останній був підтриманий генералом Мело. Нова конституція було прийнято у тому року, у якій почали відбиватися ліберальні ідеї, створені задля федералізм.
Мело тоді був головнокомандувачем армії, і в ніч з 31 грудня 1853 року, увійшовши в казарму кавалеристів, убив солдата Кіроса, якого зустрів у п'яному вигляді на сходах. У березні 1854 року генерал Мело було звинувачено у вбивстві, що призвело його до збройного заколоту проти уряду Обандо. 17 квітня 1854 року Мело захопив владу, скасував Конституцію і заарештував президента та його міністрів. Коли було проголошено диктатуру, країна взялася за зброю.

## Хід дій
Хосе Марія Мело прийшов до влади за допомогою ремісників та солдатів, які були зібрані на площі Сан-Франциско та ним були продиктовані економічні заходи, які підтримували солдати та ремісники. Мело порушив питання про можливе повернення єзуїтів. Враховуючи цю ситуацію та арешт президента Обандо, уряд утік до міста Ібаги на прохання віце-президента Хосе де Обальдія, який очолив коаліцію конституціоналістів, яка була сформована з лібералів (Gólgotas) та консерваторів. Багато частинах країни відбулися повстання проти диктатури. Колишній президент Хосе Іларіо Лопес, командувач армією на півдні країни, переміг повстанців у Калі, Буенавентурі та Картаго . Інші битви відбулися в містах Сіпакіри, Памплона, Букараманга, Велес, Тунха, Текуендама та Калі, оточення Боготи . Армія Мело налічувала 11 042 осіб. Мело був при владі протягом восьми місяців, але в результаті 11000 конституціоналістів під керівництвом Еррана та Москери оточили в столиці 7000 повстанців. 4 грудня 1854 року коаліція конституціоналістів увійшла до Боготи, перемігши коаліцію повстанців із «Draconianos» та ремісників. Останні чинили запеклий опір у боях за столицю, тому стороною, що перемогла, було вигнано безліч ремісників з районів, прилеглих до річки Чагрес в Панамі . Конфлікт забрав близько 4000 життів. Акт про капітуляцію було підписано у парку Сантандер .

## Підсумки та наслідки
Генерал Мело пізніше був засуджений та вигнаний з Конгресу.